# Kloster Wennigsen

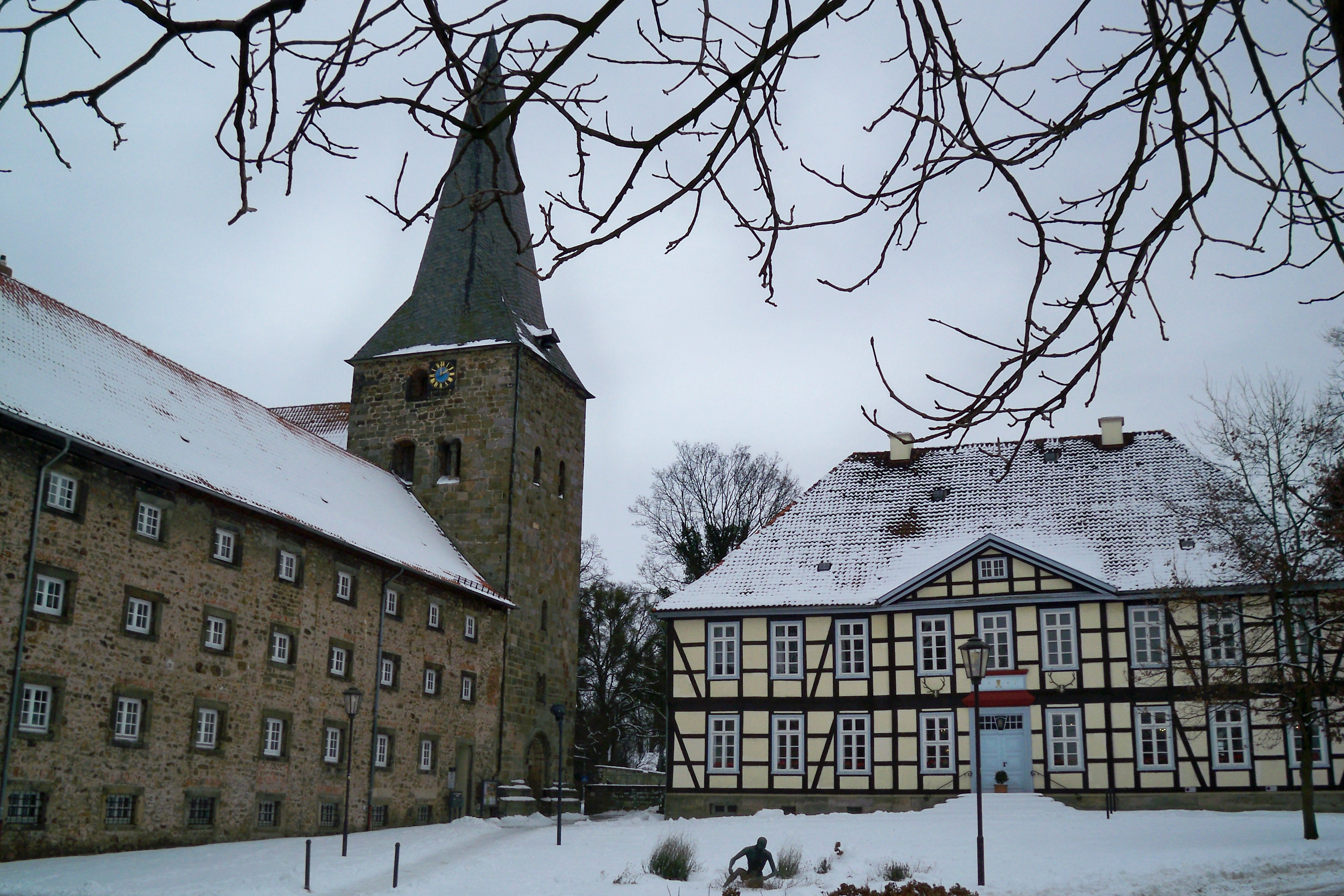
Kloster Wennigsen

Das Kloster Wennigsen ist ein evangelisches Damenstift in Wennigsen am Deister etwa 15 Kilometer südwestlich von Hannover. Es ist eines der fünf Calenberger Klöster und wird von der Klosterkammer Hannover verwaltet.

## Geschichte

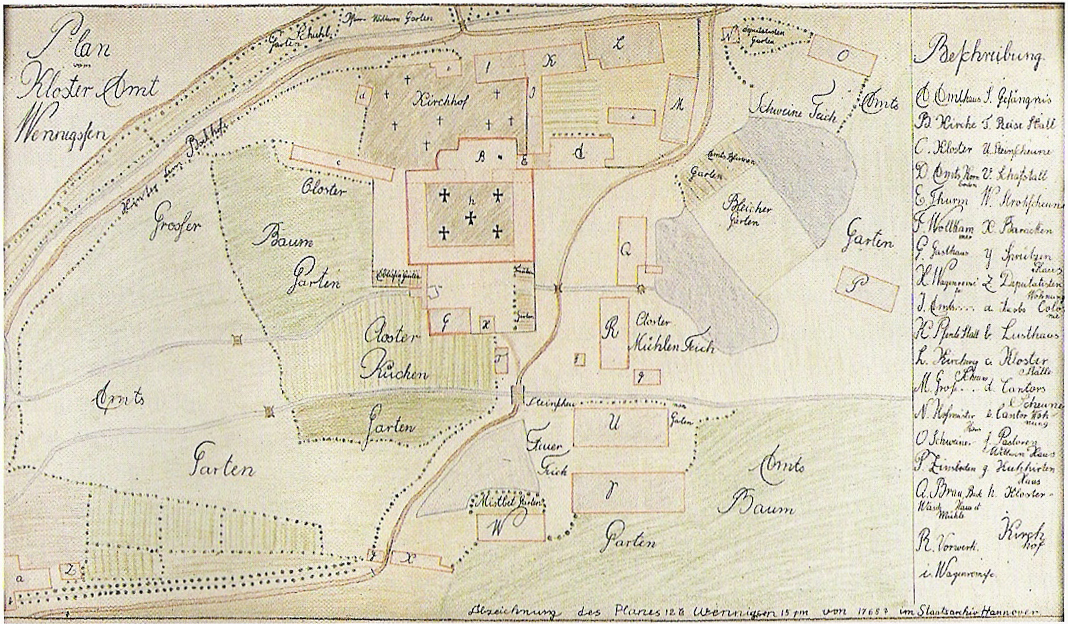
Lageplan der Klosteranlage von 1765

Gegründet wurde Kloster Wennigsen vermutlich um das Jahr 1200. Der romanische Wehrturm der heutigen Klosterkirche wird um das Jahr 1150 datiert. Es wird angenommen, dass Graf Bernhard von Poppenburg, der sich zu dieser Zeit von Poppenburg und Spiegelburg nannte, seine in Wennigsen gelegenen Güter der Kirche zur Gründung eines Klosters zur Verfügung gestellt hat. Konrad I. von Rüdenberg, Bischof von Minden 1209 bis 1236, hat wohl mit diesen Mitteln – ebenso wie in Barsinghausen – ein Augustinernonnenkloster eingesetzt. Erstmals urkundlich erwähnt wurde das Kloster Wennigsen in einer Urkunde aus dem Jahre 1224. Graf Adolf III. verzichtet darin auf Ansuchen des Bischofs Konrad I. von Rüdenberg auf seine vogteilichen Rechte an den Kirchengütern des Klosters Wennigsen zu Gunsten des Bischofs. Die Schaumburger Grafen waren Gografen des hiesigen Bezirks und seit über 100 Jahren im Deister-Vorland begütert. Dieser Umstand brachte es mit sich, dass Graf Adolf III. von Schauenburg und Holstein vogteiliche Rechte besaß.

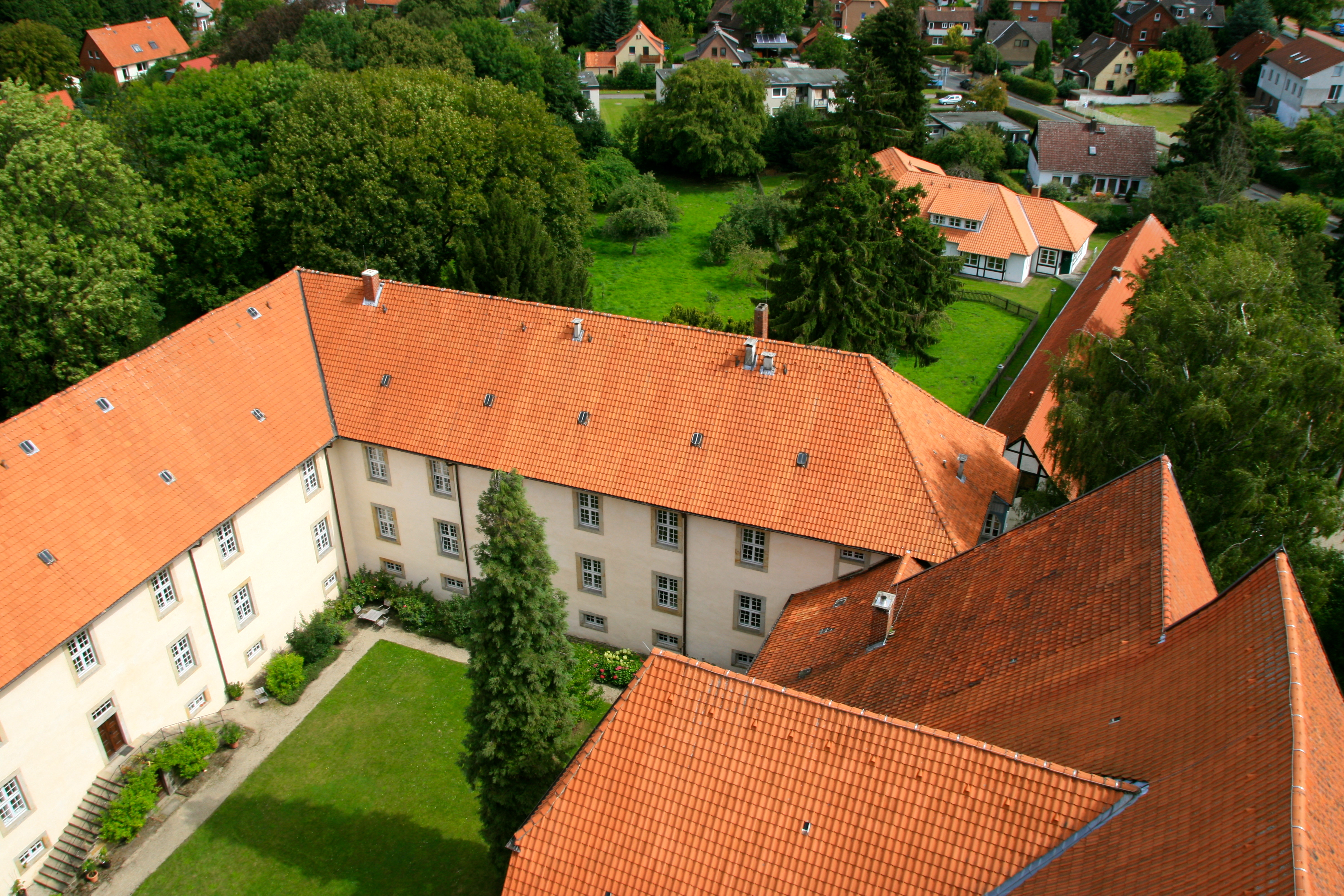
Blick von oben auf die Klosteranlage

Später kamen zu diesen Poppenburgschen Gütern zahlreiche Stiftungen anderen adligen Besitzes hinzu, darunter auch Schaumburger Eigentum; den Grafen von Schauenburg und Holstein wurde die Vogtei des Klosters unterstellt. Die Grafen von Poppenburg – später Spiegelberg – saßen weitab und hatten keinerlei Machtbefugnisse in Wennigsen. Sie kamen deshalb als Klostervögte kaum in Betracht.
Von 1261 bis 1284 war das Kloster auch ein Wallfahrtsort. Die im Laufe der Reformation verschwundene Marienfigur aus der Gründungszeit des Klosters, das Ziel des ehemaligen Wallfahrtsortes, war von den Nonnen eingemauert worden und wurde 1908 bei Arbeiten zum Einbau einer Heizungsanlage wiederentdeckt. Heute ist sie mit anderen bei dieser Gelegenheit wieder aufgefundenen Statuen in der Kirche aufgestellt.
Das Kloster entwickelte sich durch die reichlichen Zuwendungen der adligen Familien des Calenberger Landes sehr gut. Im 13. Jahrhundert wurden dem Kloster Land, Höfe und Zehnten der umliegenden Orte zum großen Teil geschenkt – zum Beispiel von den Herren von Goltern und den Welfen sämtliche Besitzungen der edlen Herren von Sorsum –, jedoch wurde das Kloster auch 1331 nicht ein eigener Klosterort wie zum Beispiel Barsinghausen, als die Grafen von Spiegelberg dem Kloster den Ort Spoltholtensen, heute Holtensen, einen Ortsteil von Wennigsen, schenkten.
Im Jahr 1455 wurde das Kloster durch Johannes Busch reformiert, er strebte ein Leben in der „Nachfolge Christi“ an, um der Verweltlichung entgegenzutreten.
Nach 1542 wurde im Kloster die Reformation durch Herzogin Elisabeth von Calenberg-Göttingen eingeführt, das Kloster blieb aber ein adeliges Fräuleinstift und kam in die Verwaltung der fürstliche Kanzlei. Im Dreißigjährigen Krieg wurde der Ort durch Brände nahezu vollständig zerstört, dazu hatte die Bevölkerung Raub und Plünderungen zu erleiden. 1626 wurde das Kloster geplündert. Nach den schweren Schäden an den Gebäuden während des Dreißigjährigen Krieges wurde das Kloster teilweise erst im 18. Jahrhundert wieder aufgebaut. Die heutigen Klostergebäude aus der Barockzeit sind zwischen 1707 und 1725 entstanden. 
1920 diente das Kloster als Waffenlager der Reichswehr. Nach dem Zweiten Weltkrieg diente das Kloster als Zufluchtsort für mehr als hundert Flüchtlinge.
Das Kloster Wennigsen ist bis heute ein evangelischer Frauenkonvent geblieben, hier befindet sich seit 2002 „Das Haus für Stille und Begegnung“ – Via Cordis. In einem Teil des Klosters ist der Johanniterorden als Mieter eingezogen.
Die zentralen Feierlichkeiten zum 450. Todestag der Welfen-Herzogin Elisabeth von Calenberg fanden im Frühjahr 2008 im Wennigser Kloster statt. Zahlreiche Vertreter des öffentlichen Lebens des Landes Niedersachsen waren zugegen, das ZDF übertrug einen Gottesdienst bundesweit.

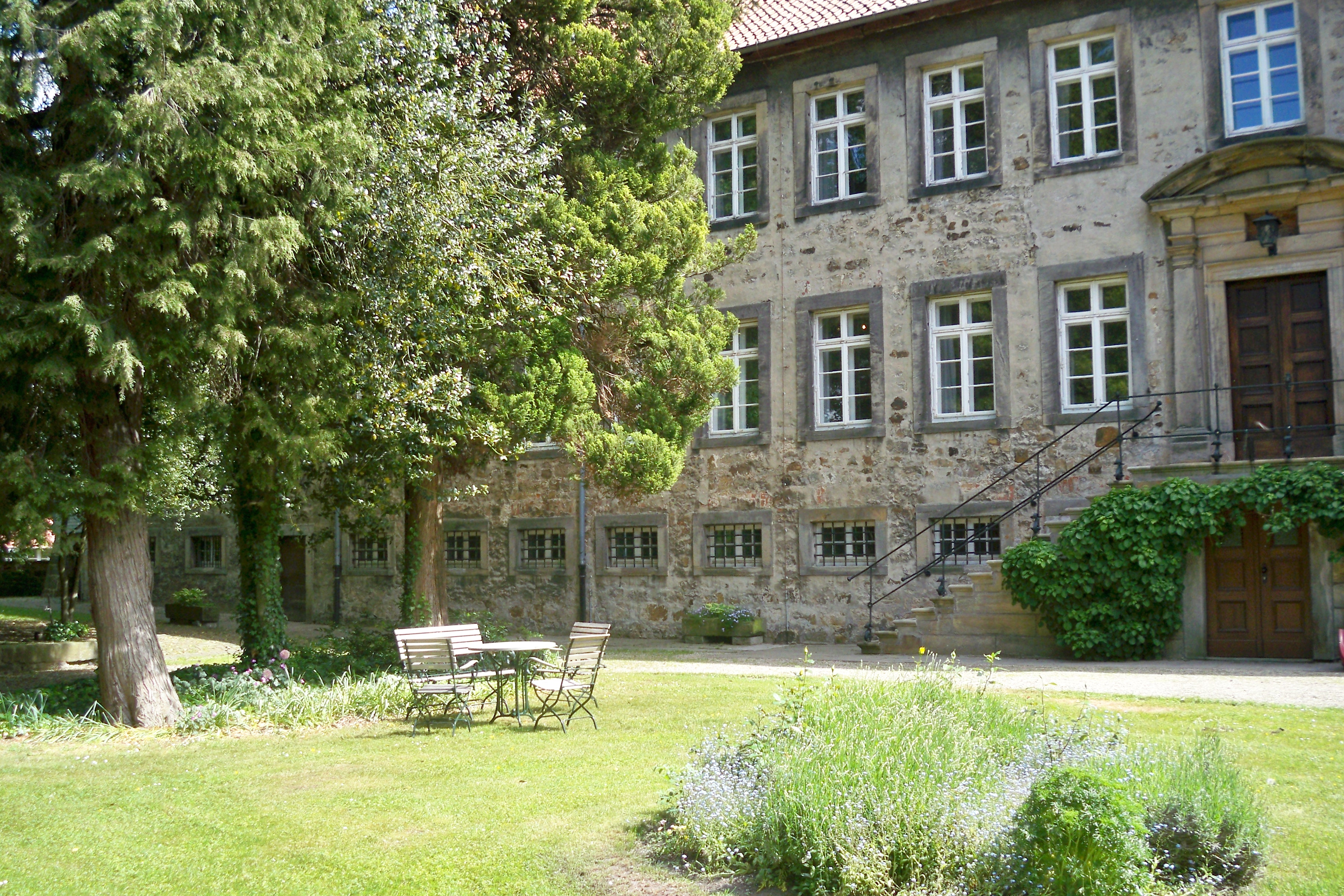
Klostergarten
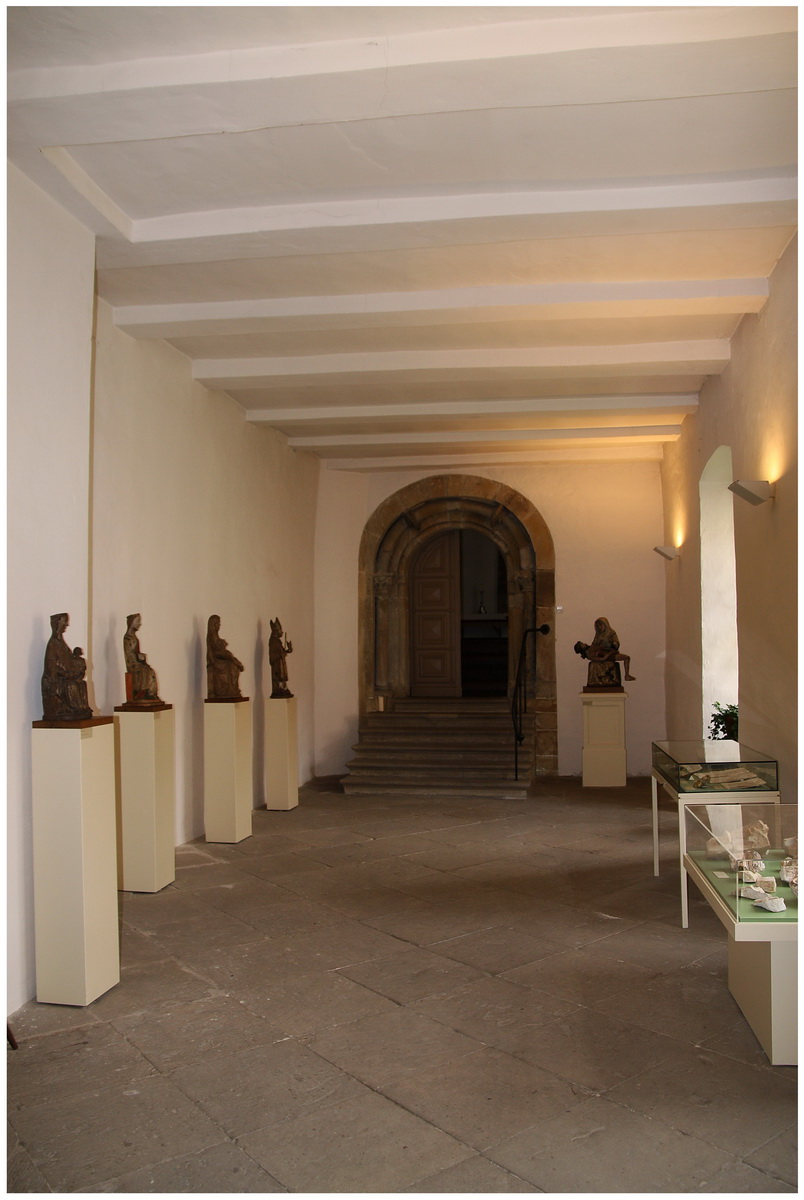
Klostergang
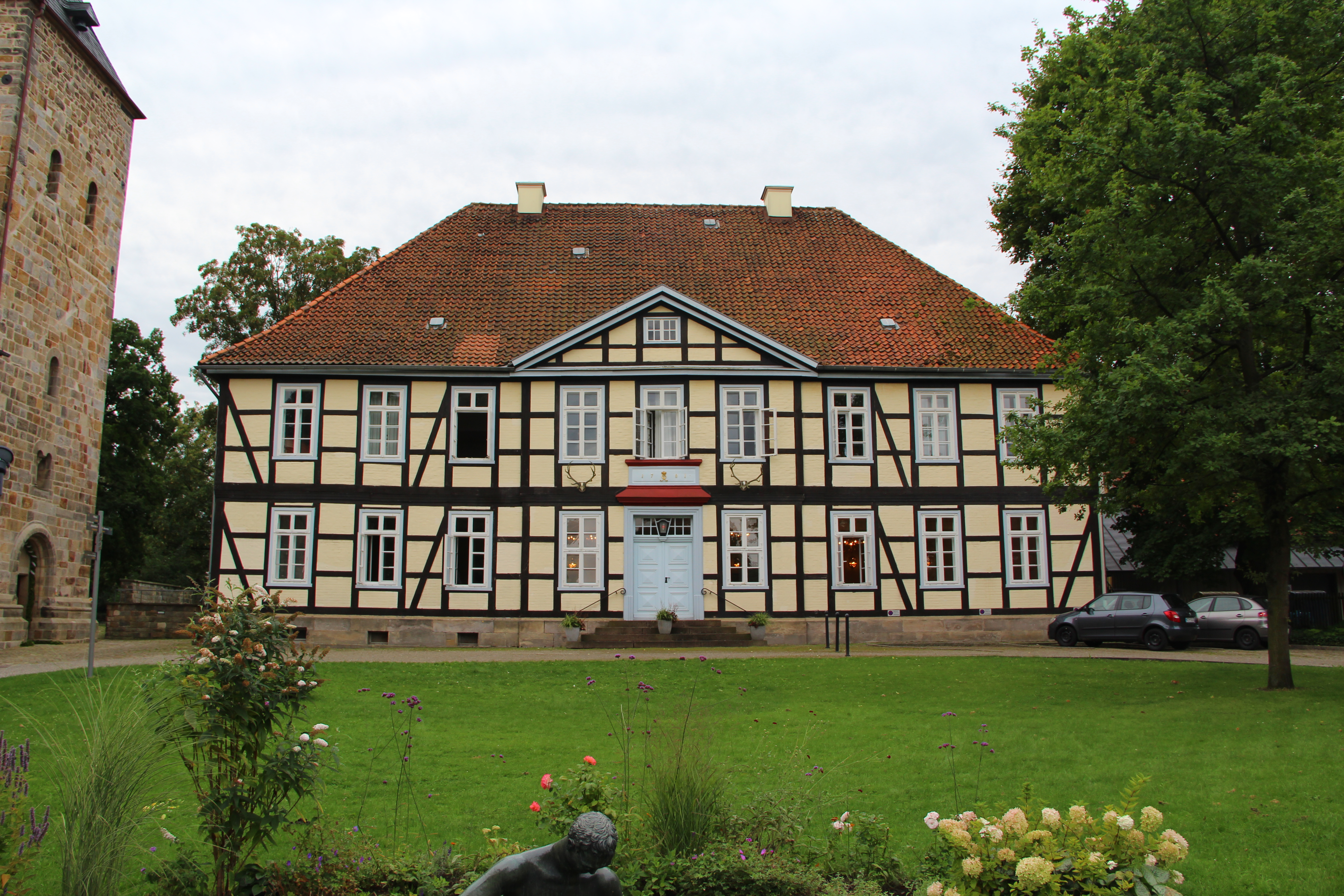
Vormalig Klosteramt, heute Johanniterhaus
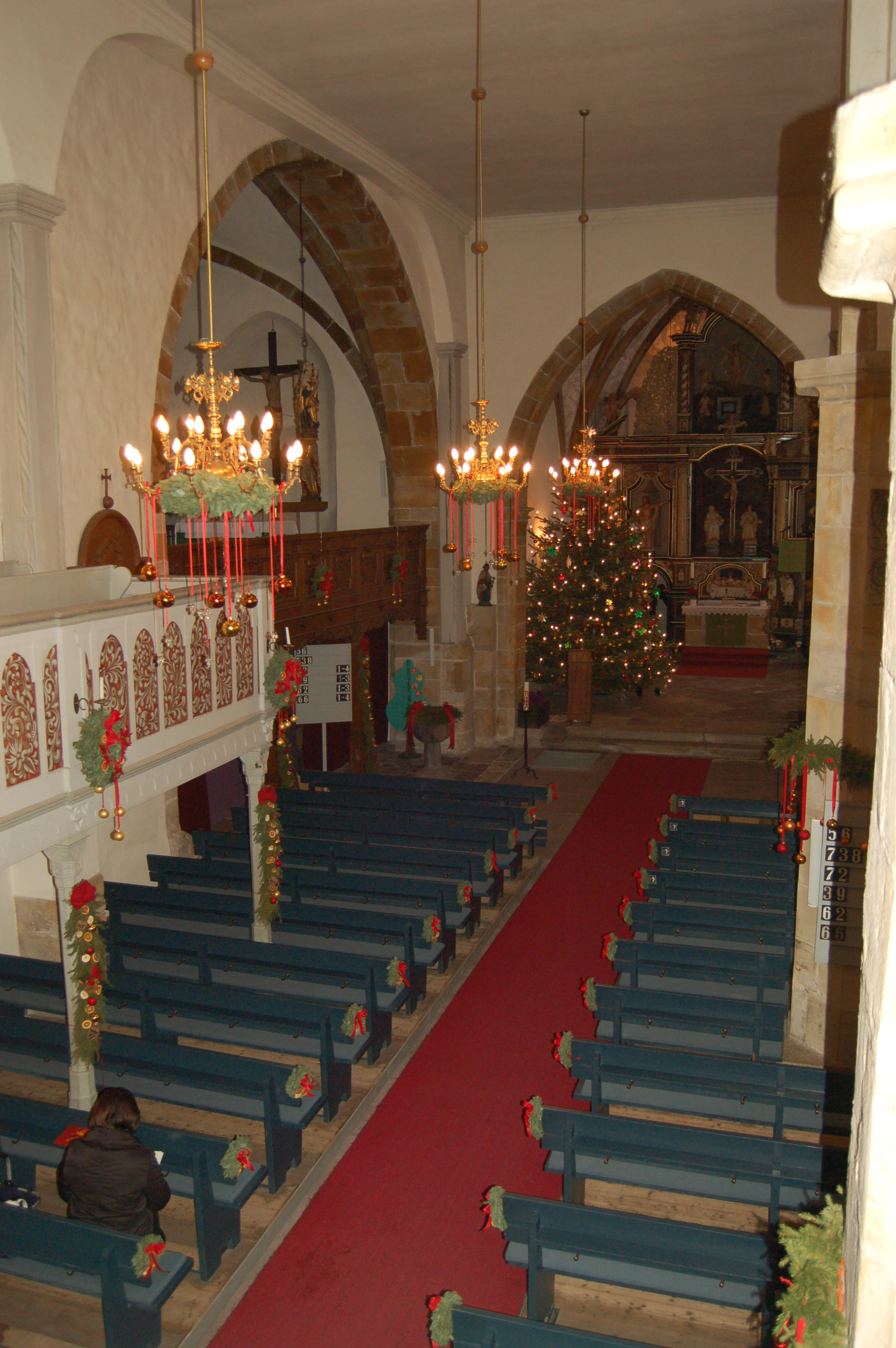
Kirchenschiff mit Degerser Loch, links vor dem Altarraum

## Klosterkirche

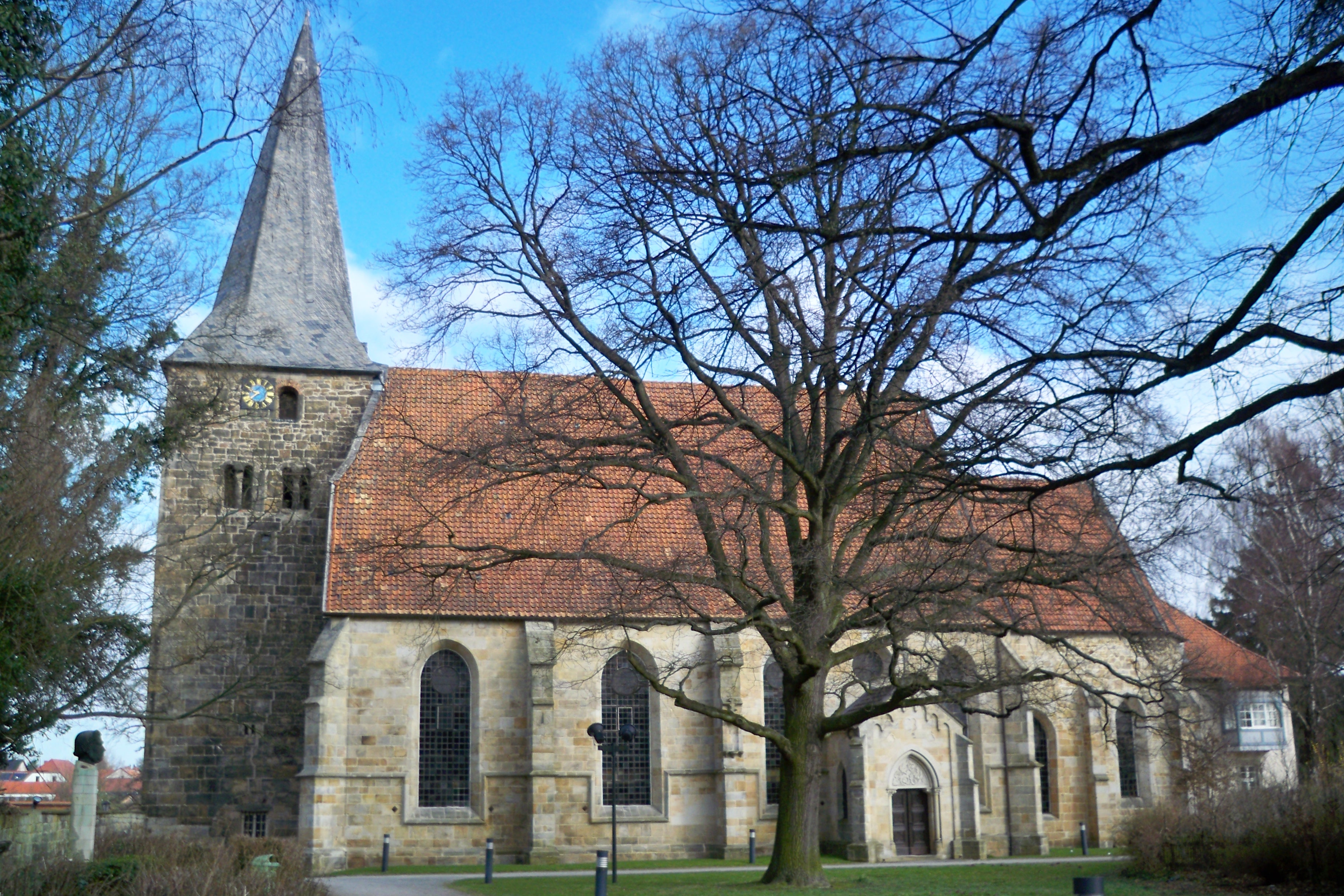
Seitenansicht der Klosterkirche

Die Klosterkirche wurde im 13. und 14. Jahrhundert um einen Nonnenchor in nördlichen Querarm und im Kirchenschiff um ein Joch erweitert. Im 15. Jahrhundert wurde sie noch einmal um ein Joch mit polygonalem Abschluss erweitert.
Um 1520 wurde die Kirche durch ein südliches Seitenschiff erweitert.
In der Kirche wurden die 1911 von dem hannoverschen Glasmaler Franz Lauterbach gestalteten Kirchenfenster eingebaut.

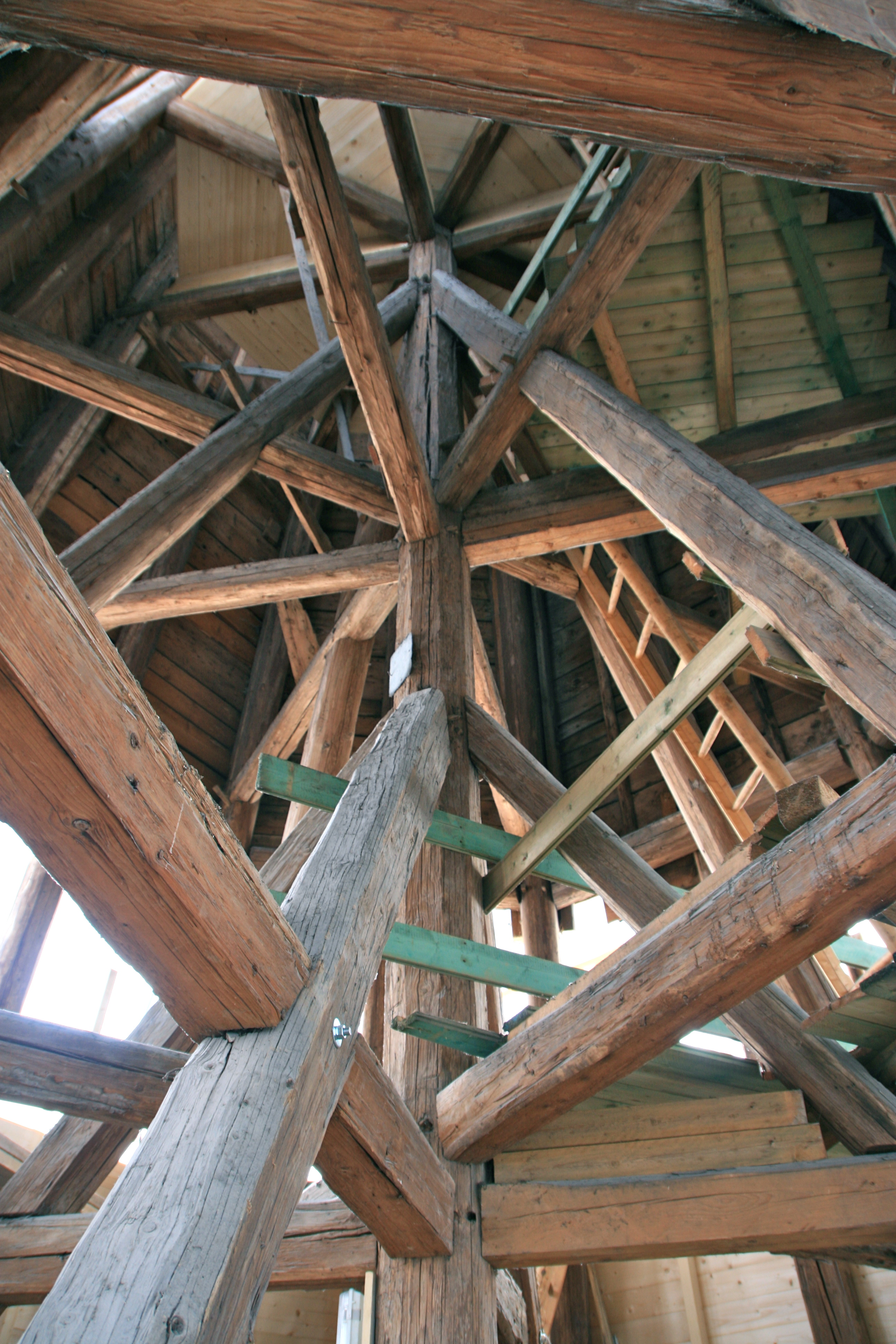
Dachstuhl während der Sanierung

In den Jahren 2011 und 2012 wurde für rund eine halbe Mio. Euro der Turm der Klosterkirche umfassend saniert. Dieser weist im unteren Teil ein Mauerwerk aus Sandsteinen auf. Im oberen Teil besteht der Turm nur noch aus losen Steinen, die durch Mörtel zusammengehalten werden. Zwischen der Außen- und Innenwand wurde Füllmaterial aus Schutt verfüllt. Teilweise wurde im Innenbereich auch mit Klinkersteinen gemauert. In den 1950er Jahren war bereits eine Teilsanierung durchgeführt worden.
Bei der letzten Sanierung in den Jahren 2010/2012 wurde die gesamte Fassade des romanischen Wehrturms mit Mörtel aus der Region neu verfugt. Eigenschaften und Farbe konnten so möglichst originalgetreu erhalten bleiben. Dabei wurden auch Steine im Mauerwerk ausgetauscht sowie große Teile des Dachstuhls und dessen Schindeln ausgetauscht. Auf der obersten Ebene der Abschlusssteine des Turms ist ein neuer Sockel gemauert und die Statik des Dachstuhls korrigiert worden. Der alte Dachstuhl stand mit seinem gesamten Gewicht auf den äußeren Steinen, so dass er das Mauerwerk nach außen drückte. Ebenso wurden alle fünf Glocken repariert.

## „Kloster Wennigsen“ als Ortsname
Auf der Landkarte der Kurhannoverschen Landesaufnahme von 1781 ist der heutige Ort Wennigsen als  „Closter Wennigsen“ bezeichnet. Vom ersten Fahrplan der Deisterbahn im Jahr 1872 bis zu seiner Umbenennung 1932 wurde der Bahnhof Wennigsen als „Kloster Wennigsen“ bezeichnet.